# لوژانه
لوژانه (به صربی: Lužane) یک منطقهٔ مسکونی در صربستان است که در الکسیناتس واقع شده‌است. لوژانه ۹۴۲ نفر جمعیت دارد.